# Republikańska Partia Społeczna
Republikańska Partia Społeczna (RPS) – polska partia polityczna o profilu konserwatywnym i socjalnym, działająca w latach 2003–2005.

## Historia
RPS została zarejestrowana 6 marca 2003 (zgłoszona do ewidencji w poprzednim miesiącu). Założona została z inicjatywy grupy byłych polityków Akcji Wyborczej Solidarność, wywodzących się z Ruchu Społecznego AWS i Niezależnego Samorządnego Związku Zawodowego „Solidarność”. Zarejestrowano ją pod numerem EwP 164 w ewidencji partii politycznych.
Na czele nowego ugrupowania stanął Krzysztof Kawęcki, wiceminister edukacji w rządzie Jerzego Buzka. Do partii przystąpiła grupa parlamentarzystów AWS z kadencji 1997–2001, uzyskała nadto wsparcie Mariana Krzaklewskiego.
Ugrupowanie nie podjęło szerszej działalności, w 2004 poparło Narodowy Komitet Wyborczy Wyborców Macieja Płażyńskiego (z jego listy startowała do Parlamentu Europejskiego członkini RPS Bożena Adamska, przy czym inna członkini partii Elżbieta Kurzępa kandydowała z listy Prawa i Sprawiedliwości). 5 listopada 2004 RPS została wykreślona z rejestru. W 2005 pojedynczy jej członkowie kandydowali do Sejmu z list PiS oraz Partii Centrum. Po wyborach partia została postawiona w stan likwidacji. Wielu jej działaczy przystąpiło potem do PiS. Część współtworzyła później Ruch Przełomu Narodowego, z którym przystąpiła potem do Prawicy Rzeczypospolitej (m.in. Krzysztof Kawęcki).

## Władze
Prezes:
- Krzysztof Kawęcki

Wiceprezesi:
- Henryk Bocian
- Waldemar Pawłowski

Przewodniczący Rady Krajowej:
- Stefan Konarski